# Eco Investment Praha
Eco Investment Praha byl český futsalový klub z Prahy. Historicky je nejúspěšnějším pražským futsalovým klubem v historii.
Klub byl založen v roce 1990 pod názvem FC Defect Praha. V roce 1993 se klub stal zakládajícím členem první pravidelné celostátní ligy v republice. V sezóně 1995/96 se klub dočkal svého prvního titulu mistra republiky. V roce 1999 klub začal úzce spolupracovat s fotbalovou Viktorii Žižkov, spolupráce vydržela až do roku 2006. Klub zanikl v roce 2009, i přes to že v sezóně skončil na celkovém druhém místě. Licence klubu na 1. ligu přepadla teplické Balticfloře, hráči pak pražské Slavii.

## Získané trofeje
- 1. česká futsalová liga ( 2x )
  - 1995/96, 1998/99
- Pohár FAČR ( 5x )
  - 1995, 1998, 2003, 2004, 2007

## Vývoj názvů klubu
Zdroj:
- 1990 – FC Defect Praha (Futsal Club Defect Praha)
- 1996 – DFC Praha
- 1997 – Viktoria Žižkov DFC Praha
- 1998 – FK Viktoria Žižkov futsal (Fotbalový klub Viktoria Žižkov futsal)
- 2006 – Eco Investment Praha

## Umístění v jednotlivých sezonách
Zdroj:
Legenda: Z - zápasy, V - výhry, R - remízy, P - porážky, VG - vstřelené góly, OG - obdržené góly, +/- - rozdíl skóre, B - body, červené podbarvení - sestup, zelené podbarvení - postup, světle fialové podbarvení - přesun do jiné soutěže
| Česko (1993 – 2009) |                    |        |    |    |   |    |     |     |     |    |       |             |
| Sezóny              | Liga               | Úroveň | Z  | V  | R | P  | VG  | OG  | +/- | B  | P. ZČ | Play-off    |
| 1993                | 1. celostátní liga | 1      | 11 | 5  | 1 | 5  | 48  | 37  | +11 | 11 | 6.    |             |
| 1993/94             | 1. celostátní liga | 1      | 30 | 24 | 1 | 5  | 170 | 85  | +85 | 49 | 2.    |             |
| 1994/95             | 1. celostátní liga | 1      | 30 | 22 | 2 | 6  | 155 | 92  | +63 | 68 | 2.    |             |
| 1995/96             | 1. celostátní liga | 1      | 30 | 21 | 4 | 5  | 158 | 105 | +53 | 67 | 1.    |             |
| 1996/97             | 1. celostátní liga | 1      | 30 | 23 | 0 | 7  | 185 | 117 | +68 | 69 | 4.    |             |
| 1997/98             | 1. celostátní liga | 1      | 30 | 24 | 2 | 4  | 170 | 78  | +92 | 74 | 2.    |             |
| 1998/99             | 1. celostátní liga | 1      | 30 | 23 | 3 | 4  | 162 | 84  | +78 | 72 | 1.    | Vítěz       |
| 1999/00             | 1. celostátní liga | 1      | 26 | 11 | 5 | 10 | 122 | 113 | +9  | 38 | 8.    | Čtvrtfinále |
| 2000/01             | 1. celostátní liga | 1      | 26 | 14 | 3 | 9  | 117 | 104 | +13 | 45 | 5.    | Čtvrtfinále |
| 2001/02             | 1. celostátní liga | 1      | 26 | 13 | 2 | 11 | 117 | 85  | +32 | 41 | 8.    | Semifinále  |
| 2002/03             | 1. celostátní liga | 1      | 22 | 10 | 4 | 8  | 99  | 92  | +7  | 34 | 6.    | Semifinále  |
| 2003/04             | 1. celostátní liga | 1      | 22 | 11 | 2 | 9  | 75  | 76  | -1  | 35 | 5.    | Čtvrtfinále |
| 2004/05             | 1. celostátní liga | 1      | 22 | 11 | 4 | 7  | 102 | 76  | +26 | 37 | 4.    | Čtvrtfinále |
| 2005/06             | 1. celostátní liga | 1      | 22 | 13 | 2 | 7  | 106 | 69  | +37 | 41 | 4.    | Semifinále  |
| 2006/07             | 1. celostátní liga | 1      | 22 | 15 | 4 | 3  | 101 | 59  | +42 | 49 | 2.    | Semifinále  |
| 2007/08             | 1. celostátní liga | 1      | 22 | 15 | 4 | 3  | 118 | 66  | +52 | 49 | 1.    | Finále      |
| 2008/09             | 1. celostátní liga | 1      | 22 | 15 | 4 | 3  | 99  | 59  | +40 | 49 | 2.    | Finále      |

## Účast v evropských pohárech
| Ročník | Soutěž                       | Kolo                   | Klub            | Výsledek |
| ------ | ---------------------------- | ---------------------- | --------------- | -------- |
| 1997   | Pohár mistrů evropských zemí | Základní skupina sk. A | BNL Calcetto    | 1:4      |
| 1997   | Pohár mistrů evropských zemí | Základní skupina sk. A | MFK Dina Moskva | 1:7      |
| 2000   | Pohár mistrů evropských zemí | Základní skupina sk. B | Caja Segovia FS | 2:13     |
| 2000   | Pohár mistrů evropských zemí | Základní skupina sk. B | BNL Calcetto    | 5:6      |